# Бем Марія Петрівна
Марі́я Петрі́вна Бем (нар. 16 (29) квітня 1906, Зульц — пом. 13 січня 1979) — українська радянська оперна співачка (лірико-колоратурне сопрано), народна артистка УРСР (1946).

## Життєпис
Народилася 16 квітня 1906 року у селі Зульц (тепер територія Широколанівського військового полігону на Миколаївщині).
Навчалася у музпрофшколі та в Одеській консерваторії (курс Ю. Рейдер).
1930—1941 співала в Одеському театрі опери та балету.
1946—56 Бем — солістка Київського театру опери та балету.
Серед репертуару: Антоніда, Людмила («Іван Сусанін», «Руслан і Людмила» Глінки), Панночка («Утоплена» Лисенка), Маргарита («Фауст» Гуно).
Померла 13 січня 1979 року. Похована на Байковому кладовищі разом з родиною, зокрема доктором економічних наук Ігорем Бемом (1928—2007).